# Receptor 5-HT1A
El receptor5 5-HT1A es un subtipo de receptor 5-HT que une a los neurotrasmisores de serotonina endógenos (5-hidroxitriptamina, 5-HT). Este es un receptor acoplado a proteínas G (RAPG) que se acopla al Gi/Go y media en la neurotrasmisión inhibitoria. El HTR1A denota el gen humano de codificación para el receptor.

## Distribución
El receptor 5-HT1A es el más extendido de todos los receptores 5-HT. En el sistema nervioso central, el receptor 5-HT1A existe en la corteza cerebral, hipocampo, amígdala y en los núcleos del rafe en mayor densidad, mientras que las cantidades bajas también existen en los ganglios basales y en el tálamo. Los receptores 5-HT1A en el núcleo del rafe son en gran parte autorreceptores somatodendriticos, mientras que en otras áreas como el hipocampo son receptores postsinápticos.

## Función

### Neuromodulación
El receptor 5-HT1A disminuye los agonistas de la presión sanguínea y la frecuencia cardíaca a través de un mecanismo central, mediante la inducción de la vasodilatación periférica, y mediante la estimulación del nervio vago. Estos efectos son el resultado de la activación de receptores 5-HT1A en la médula rostral ventrolateral. Los antihipertensivos simpaticolíticos urapidil son un antagonista de los receptores α1-adrenérgicos y del receptor α2-adrenérgico , así como el receptor agonista 5-HT1A, y se ha demostrado que la propiedad de este último contribuye a sus efectos terapéuticos en general. La vasodilatación de los vasos sanguíneos de la piel a través de centrales de activación 5-HT1A aumenta la disipación de calor del organismo hacia el medio ambiente, provocando una disminución de la temperatura corporal.
La activación del centro de receptores 5-HT1A provoca la liberación o la inhibición de la noradrenalina dependiendo la especie, presumiblemente por el locus coeruleus, que luego se reduce o aumenta el tono neuronal en el músculo esfínter del iris por la modulación de receptores postsinápticos α2-adrenérgicos en el núcleo de Edinger-Westphal , dando lugar a dilatación de la pupila en los roedores, y la constricción de la pupila en los primates incluidos los seres humanos.
Receptores 5-HT1A agonistas como la buspirona y flesinoxan muestran una eficacia en el alivio de la ansiedad y de la depresión, y la buspirona y tandospirona están aprobados para esas indicaciones en diversas partes del mundo. Otros, como gepirona, flesinoxan, flibanserin, y PRX-00023 también han sido investigados, aunque ninguno ha sido totalmente desarrollado y aprobado hasta el momento. Algunos de los antipsicóticos atípicos, como el aripiprazol también son agonistas parciales en el receptor 5-HT1A y se usan a veces en dosis bajas, como aumentos a los antidepresivos estándar, como los inhibidores selectivos de la recaptación de serotonina (ISRS).
La desensibilización del autorreceptor 5-HT1A y el aumento de receptores 5-HT1A de activación postsináptica a través de aumentos generales en los niveles de serotonina por la suplementación de serotonina precursora, inhibición de la recaptación de serotonina, o inhibición de monoamino oxidasa ha demostrado ser un importante mediador en los beneficios terapéuticos de la mayoría de los suplementos de la corriente principal de antidepresivos y fármacos, incluyendo:
- precursores de la serotonina como el L-triptofano y 5-HTP,
- inhibidor selectivo de la recaptación de serotonina (ISRS),
- inhibidor de la recaptación de serotonina y noradrenalina (IRSN),
- antidepresivos tricíclicos (ATC),
- antidepresivos tetracíclicos (ATeC) y
- los inhibidores de la monoamino oxidasa (IMAO).

La activación del receptor 5-HT1A probablemente juega un papel importante en los efectos positivos de agentes de liberación de la serotonina (ALS), como la MDMA ("Éxtasis") también.
Los receptores 5-HT1A en el núcleo dorsal del rafe son co-localizadas con los receptores de neuroquinina 1 (NK1) y se ha demostrado que inhiben la liberación de la sustancia P, su ligando endógeno. Además de ser antidepresivos y ansiolíticos, en efecto, la activación del receptor 5-HT1A también se ha demostrado que es antiemético y analgésico, y todas estas propiedades pueden ser mediadas, en parte o completamente, dependiendo de la propiedad en cuestión, por la inhibición del receptor NK1. En consecuencia, la novela de antagonistas de los receptores NK1 están ahora en uso para el tratamiento de las náuseas y los vómitos, y también se están investigando para el tratamiento de la ansiedad y la depresión.
La activación de los receptores 5-HT1A ha demostrado que aumenta la liberación de dopamina en la corteza prefrontal medial, cuerpo estriado y en el hipocampo, y puede ser útil para mejorar los síntomas de la esquizofrenia y la enfermedad de Parkinson.
Como se mencionó anteriormente, algunos de los antipsicóticos atípicos son agonistas parciales del receptor 5-HT1A, y esta propiedad se ha demostrado para mejorar su eficacia clínica. La mejora de la liberación de dopamina en estas áreas también pueden desempeñar un papel importante en los efectos antidepresivos y ansiolíticos visto tras la activación postsináptica de los receptores 5-HT1A.
La activación de los receptores 5-HT1A han demostrado que deterioran el proceso cognitivo, el aprendizaje y la memoria mediante la inhibición de la liberación de glutamato y la acetilcolina en las diversas áreas del cerebro. Por el contrario, los antagonistas del receptor 5-HT1A como el lecozotan han demostrado que facilitan ciertos tipos de aprendizaje y de memoria en roedores, y como resultado, se están desarrollando como nuevos tratamientos para la enfermedad de Alzheimer.
Otros efectos de la activación de 5-HT1A incluye disminución de la agresión o incremento del comportamiento serenic, mayor sociabilidad, disminución de la impulsividad, inhibición de la conducta adictiva, la facilitación de la conducta sexual y la excitación, inhibición de la erección del pene, disminución de la ingesta de alimentos o la anorexia, prolongación de la latencia del sueño MOR, y la respiración mejorada o hiperventilación y la inversión de la depresión respiratoria inducida por opioides.

### Endocrinología
La activación de los receptores 5-HT1A induce la secreción de varias hormonas como el cortisol, la hormona corticosterona, corticotropina (ACTH), oxitocina, prolactina, la hormona del crecimiento, y β-endorfinas. El receptor no afecta a la vasopresina o la secreción de renina, a diferencia de los receptores 5-HT2. Se ha sugerido que la liberación de oxitocina puede contribuir a las propiedades pro-social, antiagresivas o serenic y ansiolíticas observadas tras la activación del receptor. La secreción de β-endorfina probablemente contribuye a los efectos antidepresivos, ansiolíticos y analgésicos.

### Autorreceptores
Los receptores 5-HT1A se puede encontrar en el cuerpo celular o soma, dendritas, axones, y tanto presináptico y postsináptico en las terminales nerviosas o sinapsis. Los ubicados en el soma y las dendritas son llamados somatodendríticos, y las situadas presinápticamente en la sinapsis son apropiadamente tituladas presinápticas. Como grupo, se les conoce como autorreceptores. La estimulación de los autorreceptores 5-HT1A inhibe la liberación de serotonina en las terminaciones nerviosas. Por esta razón, los agonistas de los receptores 5-HT1A tienden a ejercer un modo de acción bifásica, que disminuyen la liberación de serotonina y la actividad postsináptica de los receptores 5-HT1A en dosis bajas, y nuevas liberaciones de serotonina disminuyen, pero aumentan la actividad postsináptica de los receptores 5-HT1A en dosis moderadas a altas por estimulación directa de los receptores en sustitución de la serotonina.